# Magyar Kupa 2019-2020
La Magyar Kupa 2019-2020 è stata l'80ª edizione della coppa nazionale ungherese, iniziata il 21 settembre 2019 e terminata il 3 giugno 2020. L'Honvéd ha conquistato la coppa per l'ottava volta.

## Formula
Ai primi 5 turni prendono parte le squadre dei livelli calcistici inferiori ungheresi. Dal sesto turno partecipano le squadre dei primi quattro livelli calcistici ungheresi. In tutti i turni gli incontri sono a gara unica, eccetto che per ottavi di finale, quarti di finale e semifinali in cui gli incontri sono con andata e ritorno.

## Sesto turno
| Squadra 1          | Risultato         | Squadra 2         |
| ------------------ | ----------------- | ----------------- |
| 21 settembre 2019  |                   |                   |
| Eger               | 2 – 4             | Fehérvár          |
| Ajka-Padragkút     | 1 – 1 (3-4 dtr)   | Balkanyi          |
| Andrashida LSC     | 0 – 6             | Kecskemét         |
| Balassagyarmat VSE | 2 – 2 (2-3 dtr)   | Dorog             |
| Balatoni Vasas SE  | 4 – 2             | Kecskemeti LC     |
| Balatonlelle       | 1 – 3             | Dabas             |
| Berettyoujfalui SE | 2 – 2 (5-4 dtr)   | Szajol            |
| Berkenye           | 2 – 4             | Ózdi              |
| Bogács             | 0 – 5             | III. Kerületi TVE |
| Bonyhad            | 0 – 5             | Puskás Akadémia   |
| Cegléd             | 1 – 2             | Pápai SE          |
| Csorna             | 0 – 2             | Tatabánya         |
| Dunaharaszti MTK   | 1 – 7             | Honvéd            |
| Edelény            | 0 – 7             | Siófok            |
| Egerszalók         | 1 – 6             | Pécs              |
| Érdi VSE           | 0 – 1             | Diósgyőr          |
| Hajdúszoboszlói SE | 2 – 3             | Vép               |
| Hatvan             | 0 – 2             | Újpest            |
| Hevesi             | 1 – 3             | Fuzesgyarmati SK  |
| Hévíz              | 0 – 6             | Mezőkövesd-Zsóry  |
| Hódmezővásárhely   | 0 – 4 (dts)       | Budaörs           |
| Kelen SC           | 0 – 3             | Vác               |
| Kinizsi            | 1 – 2             | Dabas-Gyon        |
| Korosladany MSK    | 1 – 5             | Békéscsaba        |
| Maglód             | 6 – 0             | Miskolci VSC      |
| Nagyecsed RSE      | 1 – 1 (3-4 dtr)   | Nagybajomi        |
| Nagykanizsa        | 1 – 0             | Veszprém          |
| Pétervására SE     | 1 – 1 (2-4 dtr)   | Ménfőcsanak       |
| Putnok             | 0 – 5             | Paks              |
| Sárvári            | 0 – 3             | Debrecen          |
| Salgótarján        | 2 – 2 (15-14 dtr) | Szolnok           |
| Soproni VSE        | 3 – 1             | Kecskéd           |
| Soltvadkert        | 0 – 4             | Kaposvár          |
| Szeged VSE         | 4 – 0             | Bicskei           |
| Szekszárd          | 2 – 2 (3-4 dtr)   | Lipót             |
| Szentlőrinci       | 0 – 1             | Gyirmót           |
| Tamási             | 4 – 1             | Tihany            |
| Újfehértó          | 2 – 6 (dts)       | Ajka              |
| Unione             | 0 – 1             | MTK Budapest      |
| Velence            | 1 – 3             | Szeged 2011       |
| Villány            | 0 – 8             | Tiszaújváros      |
| Móri SE            | 0 – 2             | Kozármisleny      |
| DEAC               | 2 – 0 (dts)       | Csákvári          |
| 22 settembre 2019  |                   |                   |
| Gázgyár            | 1 – 0             | Makó              |
| Viadukt Biatorbágy | 0 – 1             | Dunaújváros PASE  |
| ESMTK Budapest     | 1 – 3             | Győri ETO         |
| Gönyű              | 0 – 2             | BKV Előre         |
| Gyöngyösi AK       | 0 – 3             | Haladás           |
| Svábhegy           | 0 – 6             | Kazincbarcika     |
| Monor              | 2 – 0             | Komárom           |
| Nádasd             | 0 – 9             | Soroksár          |
| Olajmunkás         | 1 – 5             | Sárbogárd         |
| Pilis LK           | 0 – 1             | Kisvárda          |
| Sarisapi Banyasz   | 0 – 5             | Rákosmente KSK    |
| Sényő-Carnifex     | 3 – 2             | Jaszbereny Vasas  |
| Szabadkikötő       | 0 – 1             | Tiszakécske       |
| Szarvasi           | 8 – 2             | Siklós            |
| Taksony SE         | 0 – 2             | Nyíregyháza       |
| Törökszentmiklós   | 0 – 5             | Budafok           |
| Úrkút              | 0 – 1             | Vasas             |
| Vasvár             | 1 – 9             | Mosonmagyaróvári  |
| 25 settembre 2019  |                   |                   |
| Iváncsa            | 0 – 3             | Ferencváros       |
| Kiskunfelegyhazi   | 1 – 5             | Zalaegerszeg      |

## Settimo turno
| Squadra 1          | Risultato       | Squadra 2        |
| ------------------ | --------------- | ---------------- |
| 29 ottobre 2019    |                 |                  |
| Ajka               | 2 – 5           | Újpest           |
| 30 ottobre 2019    |                 |                  |
| Gázgyár            | 1 – 4           | Győri ETO        |
| Balatoni Vasas SE  | 0 – 4           | Dabas-Gyon       |
| Berettyoujfalui SE | 0 – 4           | Siófok           |
| Budaörs            | 3 – 7           | Zalaegerszeg     |
| DEAC               | 0 – 3           | MTK Budapest     |
| BKV Előre          | 1 – 3           | Ferencváros      |
| Dabas              | 0 – 3           | Diósgyőr         |
| Füzesgyarmat       | 0 – 1           | Békéscsaba       |
| III. Kerületi TVE  | 5 – 0           | Nyíregyháza      |
| Kazincbarcika      | 0 – 2 (dts)     | Honvéd           |
| Kozármisleny       | 1 – 2           | Kisvárda         |
| Maglód             | 0 – 15          | Puskás Akadémia  |
| Ménfőcsanak        | 0 – 2           | Haladás          |
| Mosonmagyaróvári   | 4 – 1           | Tállya KSE       |
| Nagybajomi         | 0 – 5           | Dorog            |
| Pécs               | 2 – 0           | Rákosmente KSK   |
| Sárbogárd          | 1 – 3           | Vác              |
| Salgótarján        | 1 – 7           | Paks             |
| Sényő-Carnifex     | 1 – 2           | Mezőkövesd-Zsóry |
| Szarvasi           | 2 – 1           | Balkanyi         |
| Szegedi VSE        | 2 – 4           | Ózdi             |
| Tamási             | 0 – 2           | Monor            |
| Tatabánya          | 0 – 2           | Debrecen         |
| Tiszaújváros       | 0 – 3           | Fehérvár         |
| Vép                | 1 – 4           | Szeged 2011      |
| Tiszakécske        | 0 – 1           | Kaposvár         |
| Dunaújváros PASE   | 2 – 1 (dts)     | Nagykanizsa      |
| Gyirmót            | 3 – 0           | Soroksár         |
| Kecskemét          | 0 – 1           | Lipót            |
| SC Sopron          | 1 – 1 (6-7 dtr) | Budafok          |
| Pápai SE           | 3 – 4 (dts)     | Vasas            |

## Ottavo turno
| Squadra 1         | Risultato       | Squadra 2        |
| ----------------- | --------------- | ---------------- |
| 3 dicembre 2019   |                 |                  |
| MTK Budapest      | 1 – 0 (dts)     | Diósgyőr         |
| Szeged 2011       | 0 – 1 (dts)     | Fehérvár         |
| 4 dicembre 2019   |                 |                  |
| Dabas-Gyon        | 0 – 3           | Puskás Akadémia  |
| III. Kerületi TVE | 2 – 1 (dts)     | Vasas            |
| Lipót             | 3 – 1 (dts)     | Gyirmót          |
| Monor             | 1 – 3           | Honvéd           |
| Mosonmagyaróvári  | 0 – 4           | Paks             |
| Pécs              | 1 – 0           | Kisvárda         |
| Szarvasi          | 0 – 2           | Zalaegerszeg     |
| Haladás           | 2 – 1           | Budafok          |
| Győri ETO         | 2 – 3 (dts)     | Mezőkövesd-Zsóry |
| Dunaújváros PASE  | 2 – 1           | Siófok           |
| Békéscsaba        | 2 – 0           | Ferencváros      |
| 11 dicembre 2019  |                 |                  |
| Dorog             | 1 – 1 (5-4 dtr) | Debrecen         |
| Vác               | 0 – 3           | Újpest           |
| 31 dicembre 2019  |                 |                  |
| Ózdi              | Canc.           | Kaposvár         |

## Ottavi di finale
| Squadra 1                           | Totale      | Squadra 2         | Andata | Ritorno     |
| ----------------------------------- | ----------- | ----------------- | ------ | ----------- |
| 11 febbraio 2020 / 19 febbraio 2020 |             |                   |        |             |
| Újpest                              | 0 – 1       | Fehérvár          | 0 - 0  | 0 - 1       |
| 12 febbraio 2020 / 19 febbraio 2020 |             |                   |        |             |
| Dorog                               | 6 – 1       | III. Kerületi TVE | 4 - 1  | 2 - 0       |
| Lipót                               | 4 – 6       | Zalaegerszeg      | 3 - 1  | 1 - 5       |
| Pécs                                | 1 – 3       | Paks              | 1 - 2  | 0 - 1       |
| Békéscsaba                          | 0 – 6       | Puskás Akadémia   | 0 - 3  | 0 - 3       |
| Mezőkövesd-Zsóry                    | 5 – 2       | Kaposvár          | 2 - 1  | 3 - 1       |
| MTK Budapest                        | 5 – 0       | Dunaújváros PASE  | 3 - 0  | 2 - 0       |
| Honvéd                              | 2 – 2 (gfc) | Haladás           | 1 - 0  | 1 - 2 (dts) |

## Quarti di finale
| Squadra 1                    | Totale | Squadra 2        | Andata | Ritorno |
| ---------------------------- | ------ | ---------------- | ------ | ------- |
| 3 marzo 2020 / 11 marzo 2020 |        |                  |        |         |
| Puskás Akadémia              | 1 – 2  | Mezőkövesd-Zsóry | 0 - 1  | 1 - 1   |
| 4 marzo 2020 / 11 marzo 2020 |        |                  |        |         |
| Dorog                        | 0 – 4  | MTK Budapest     | 0 - 1  | 0 - 3   |
| Paks                         | 0 – 2  | Honvéd           | 0 - 0  | 0 - 2   |
| Zalaegerszeg                 | 2 – 5  | Fehérvár         | 2 - 0  | 0 - 5   |

## Semifinali
| Squadra 1                       | Totale          | Squadra 2 | Andata | Ritorno     |
| ------------------------------- | --------------- | --------- | ------ | ----------- |
| 23 maggio 2020 / 26 maggio 2020 |                 |           |        |             |
| Mezőkövesd-Zsóry                | 3 – 3 (gfc)     | Fehérvár  | 1 - 1  | 2 - 2       |
| MTK Budapest                    | 0 – 0 (4-5 dtr) | Honvéd    | 0 - 0  | 0 - 0 (dts) |

## Finale
| Arbitro: | Tamás Bognár |

|                 |           |           |
| Kamber 33’, 56’ | Marcatori | 37’ Pekár |